# آنا لورانس
آنا لورانس (بالإنجليزية: Anna Lawrence) هي لاعب هوكي الحقل نيوزيلندية، ولدت في 9 مارس 1972 في Howick, New Zealand ‏ في نيوزيلندا.

## وصلات خارجية
- آنا لورانس على موقع أوليمبيديا (الإنجليزية)
- آنا لورانس على موقع اتحاد ألعاب الكومنولث (مؤرشف) (الإنجليزية)